# Титус Веливер
Титус Б. Веливер (енгл. Titus B. Welliver; рођен 12. марта 1962, Њу Хејвен, Конетикат), амерички је позоришни, филмски и ТВ глумац.
Постао је познат по улогама у разним филмским пројектима, укључујући и ТВ серије Изгубљени, Синови анархије, Дедвуд, Грим, Бекство из затвора, Ловци на натприродно, Тотални опозив 2070, Звездане стазе: Војаџер, Досије икс и у филмовима Дорси, Мафијаши, Малхоланд Фолс, Напад на полицијску станицу 13, Нестала, Град лопова, Арго и Закон ноћи, поред многих.